# Sorbus kmetiana
Sorbus kmetiana är en rosväxtart som beskrevs av Karpati. Sorbus kmetiana ingår i släktet oxlar, och familjen rosväxter. Inga underarter finns listade i Catalogue of Life.